# بارعة (اسم)
بَارِعَة هو اسم علم مؤنث من أصل عربي، وجاء الاسم على صيغة الفاعل، ومعناه هو لفائقة نظيراتها في كل فضيلة وجمال والماهرة.